# Herman Theodoor s'Jacob (1883-1962)
Herman Theodoor s'Jacob (Buitenzorg, 8 oktober 1883 - Staverden, 10 februari 1962) was een Nederlandse grootgrondbezitter.

## Leven en werk
s'Jacob werd in 1883 in Buitenzorg in het toenmalige Nederlands-Indië geboren als zoon van Frederik Bernard s'Jacob, die toen particulier secretaris van zijn vader  Frederik s'Jacob, gouverneur-generaal van Nederlands-Indië was. Zijn moeder was Mary Templeman van der Hoeven. Na terugkeer in Nederland werd zijn vader achtereenvolgens raadslid, wethouder en burgemeester van Rotterdam. Op het eind van zijn loopbaan als burgemeester kocht zijn vader het landgoed Staverden, waar hij het bestaande landhuis liet verbouwen tot een kasteel in de jugendstil. Herman Theodoor volgde het voetspoor van zijn vader en hij zou zich meer dan een halve eeuw inzetten voor de ontwikkeling van het landgoed Staverden. Hij woonde op het landgoed aan de Allee in het, in Noorse stijl door de architecten Van der Goot en Kruisweg ontworpen, landhuis De Witte Pauwen. Aan de overzijde van de Allee liet hij in 1921 een Ontspanningszaal bouwen voor de bewoners van het landgoed. Door middel van twee ontginningsboerderijen, de Stavohoeve en de naar zijn vader genoemde modelboerderij de Frederik Bernard Hoeve, werd het gebied verder tot ontginning gebracht. De Frederik Bernard Hoeve deed ook dienst als paardenfokkerij. In 1930 gaf hij de opdracht tot de bouw van Het Blokhuis op het landgoed. Deze woning werd in de stijl van het nieuwe bouwen ontworpen door de Rotterdamse architecten Brinkman en Van der Vlugt.
s'Jacob behoorde in 1929 tot de oprichters van Het Geldersch Landschap, tot zijn overlijden in 1962 zou hij bestuurlijk bij deze organisatie betrokken blijven. Zijn erfgenamen droegen er zorg voor dat het landgoed kon worden overgenomen door Het Geldersch Landschap. s'Jacob was voorzitter van Het Grondbezit, een landelijke vereniging van particuliere landeigenaren. Hij was gedurende een reeks van jaren commissaris bij de Nederlandse Heidemaatschappij, ondervoorzitter van de Koninklijke Nederlandse Maatschappij voor Tuinbouw en Plantkunde, bestuurslid van de Maatschappij van Weldadigheid en lid van het Pachtbureau Gelderland. Ook was hij commissaris van de Holland-Veluwelijn, die een bootdienst exploiteerde tussen Amsterdam en Harderwijk. In 1931 werd ten behoeve van deze vaardienst een nieuw schip, de "Kasteel Staverden", in gebruik genomen.
s'Jacob trouwde op 3 juni 1915 te Rotterdam met Elizabeth Jacoba van der Leeuw (1891-1977). Hun dochter Madelaine Hermance s'Jacob (1916-2006) trouwde in 1940 met de latere ambassadeur mr. Schelto baron van Heemstra (1912-1990) en zij werden de ouders van onder anderen ambassadeur mr. Schelte baron van Heemstra (1941-2023). Hun zoon André René werd tijdens de Tweede Wereldoorlog door de Duitsers opgepakt vanwege verzetsdaden. s'Jacob overleed in februari 1962 op 78-jarige leeftijd in zijn woonplaats Staverden. 